# Tournoi des Quatre Nations 2010
Navigation
Édition précédente Édition suivante
Le Tournoi des Quatre Nations 2010 (en anglais Rugby League Four Nations) est la seconde édition de cette compétition internationale de rugby à XIII. Elle s'est déroulée du 23 octobre au 13 novembre 2010 en Australie et en Nouvelle-Zélande et a vu la victoire des Kiwis 16 à 12. Outre les deux finalistes, l'Angleterre ainsi que la Papouasie-Nouvelle-Guinée, victorieuse de la Pacific Cup 2009, participèrent à ce tournoi. L'édition 2010 est le second des trois Tournois des Quatre Nations prévus avant la coupe du monde 2013. 

## Villes et stades
| Wellington (Nouvelle-Zélande)     | Sydney (Australie)                   | Rotorua (Nouvelle-Zélande)              |
| --------------------------------- | ------------------------------------ | --------------------------------------- |
| Westpac Stadium Capacité : 36 000 | Parramatta Stadium Capacité : 21 487 | International Stadium Capacité : 34 000 |
| Le Westpac Stadium à Wellington.  |                                      |                                         |
| Melbourne (Australie)             | Auckland (Nouvelle-Zélande)          | Brisbane (Australie)                    |
| AAMI Park Capacité : 31 500       | Eden Park Capacité : 50 000          | Suncorp Stadium Capacité : 52 500       |
| L'AAMI Park à Melbourne.          | L'Eden Park à Auckland.              | Le Suncorp Stadium à Brisbane.          |

## Équipes

### Australie
- Sélectionneur :  Tim Sheens

| Club                         | Joueurs                                   |
| ---------------------------- | ----------------------------------------- |
| Brisbane Broncos             | Darren Lockyer (capt.), Sam Thaiday       |
| Canberra Raiders             | Tom Learoyd-Lahrs, David Shillington      |
| Cronulla-Sutherland Sharks   | Paul Gallen                               |
| Gold Coast Titans            | Greg Bird                                 |
| Manly Sea Eagles             | Anthony Watmough                          |
| Melbourne Storm              | Cooper Cronk, Billy Slater, Cameron Smith |
| Newcastle Knights            | Kurt Gidley                               |
| New Zealand Warriors         | Brent Tate                                |
| North Queensland Cowboys     | Matthew Scott, Willie Tonga               |
| South Sydney Rabbitohs       | Greg Inglis                               |
| Penrith Panthers             | Petero Civoniceva, Luke Lewis             |
| St. George Illawarra Dragons | Darius Boyd, Brett Morris, Dean Young     |
| Sydney Roosters              | Todd Carney, Nate Myles                   |
| West Tigers                  | Chris Lawrence, Robbie Farah, Lote Tuqiri |

- Jarryd Hayne était sélectionné dans l'équipe mais il a dû déclarer forfait à cause d'une blessure. Il a été remplacé par Lote Tuqiri.

### Angleterre
- Sélectionneur :  Steve McNamara

| Club                   | Joueurs                                                                              |
| ---------------------- | ------------------------------------------------------------------------------------ |
| Castleford Tigers      | Michael Shenton                                                                      |
| Harlequins RL          | Tony Clubb                                                                           |
| Huddersfield Giants    | Kevin Brown, Leroy Cudjoe, Luke Robinson, Eorl Crabtree, Darrell Griffin, Shaun Lunt |
| Hull                   | Tom Briscoe                                                                          |
| Leeds Rhinos           | Ryan Hall                                                                            |
| Melbourne Storm        | Gareth Widdop                                                                        |
| South Sydney Rabbitohs | Sam Burgess                                                                          |
| St Helens RLFC         | James Graham (capt.), James Roby                                                     |
| Warrington Wolves      | Ryan Atkins, Ben Harrison, Ben Westwood, Garreth Carvell                             |
| Wests Tigers           | Gareth Ellis                                                                         |
| Wigan Warriors         | Darrell Goulding, Sam Tomkins, Joel Tomkins, Stuart Fielden, Sean O'Loughlin         |

- Adrian Morley était sélectionné dans l'équipe avec le statut de capitaine, mais il a dû déclarer forfait à cause d'une blessure contractée dans le match de préparation face à la Nouvelle-Zélande Maori. Il a été remplacer par Garreth Carvell.
- Michael Shenton était déclaré forfait après le premier match à cause d'une blessure.

### Nouvelle-Zélande
- Sélectionneur :  Stephen Kearney

| Club                        | Joueurs                                                                        |
| --------------------------- | ------------------------------------------------------------------------------ |
| Brisbane Broncos            | Antonio Winterstein                                                            |
| Canberra Raiders            | Bronson Harrison                                                               |
| Leeds Rhinos                | Greg Eastwood                                                                  |
| Melbourne Storm             | Adam Blair, Sika Manu                                                          |
| Newcastle Knights           | Junior Sa'u                                                                    |
| Penrith Panthers            | Frank Pritchard, Sam McKendry                                                  |
| St George Illawarra Dragons | Nathan Fien, Jason Nightingale, Jeremy Smith                                   |
| South Sydney Rabbitohs      | Issac Luke                                                                     |
| Sydney Roosters             | Shaun Kenny-Dowall, Frank-Paul Nuuausala, Sam Perrett, Jared Waerea-Hargreaves |
| New Zealand Warriors        | Lewis Brown, Lance Hohaia, Simon Mannering, Ben Matulino, Manu Vatuvei         |
| Wests Tigers                | Benji Marshall (capt.)                                                         |
| Wigan Warriors              | Thomas Leuluai                                                                 |

- Fuifui Moimoi était sélectionné dans l'équipe mais il a dû déclarer forfait à cause d'une blessure. Il a été remplacé par Sam McKendry.
- Manu Vatuvei était déclaré forfait après le premier match à cause d'une blessure.

### Papouasie-Nouvelle-Guinée
- Sélectionneur :  Stanley Gene

| Club                     | Joueurs                                                         |
| ------------------------ | --------------------------------------------------------------- |
| Agmark Rabaul Gurias     | Dion Aiye, Larsen Marabe, George Moni, Rodney Pora, Pidi Tongap |
| Haswell Hornets          | Joseph Pombo                                                    |
| Cronulla Sharks          | Paul Aiton (capt.)                                              |
| Enga Mioks               | David Loko                                                      |
| Featherstone Rovers      | Jessie Joe Parker                                               |
| Gold Coast Titans        | Ryan Tongia                                                     |
| Goroka Bintangor Lahanis | Glen Nami                                                       |
| Halifax RLFC             | Makali Aizue                                                    |
| Hunslet Hawks            | Michael Mark, Charlie Wabo                                      |
| Ipswich Jets             | Desmond Mok                                                     |
| Masta Mak Rangers        | Nickson Kolo, Johnson Kuike                                     |
| Mendi Muruks             | Elizah Riyong                                                   |
| Newtown Jets             | Richard Kambo                                                   |
| Northern Pride           | Rod Griffin                                                     |
| North Sydney Bears       | James Nightingale                                               |
| Parkes Spacemen          | Benjamin John                                                   |
| Sheffield Eagles         | Menzie Yere                                                     |
| QRL                      | Alex Haija                                                      |

- Sigfred Gande était sélectionné dans l'équipe mais il a dû déclarer forfait à cause d'une blessure. Il a été remplacé par James Nightingale.

## Arbitres
- Tony Archer
- Shane Rehm
- Ben Cummins
- Richard Silverwood

## Résultats
Lors du premier tour, chaque sélection s'affronte une fois les trois autres. Un classement final détermine les deux nations qui iront en finale au Suncorp Stadium de Brisbane.

### Premier tour
Première journée
| Le 23 octobre 2010 | Westpac Stadium, Wellington | Nouvelle-Zélande | 24 – 10 | Angleterre                |
| Le 24 octobre 2010 | Parramatta Stadium, Sydney  | Australie        | 42 – 0  | Papouasie-Nouvelle-Guinée |

Deuxième journée
| Le 30 octobre 2010 | International Stadium, Rotorua | Nouvelle-Zélande | 76 – 12 | Papouasie-Nouvelle-Guinée |
| Le 31 octobre 2010 | AAMI Park, Melbourne           | Australie        | 34 – 14 | Angleterre                |

Troisième journée
| Le 6 novembre 2010 | Eden Park, Auckland | Angleterre       | 36 – 10 | Papouasie-Nouvelle-Guinée |
| Le 6 novembre 2010 | Eden Park, Auckland | Nouvelle-Zélande | 20 – 34 | Australie                 |

| Rang | Nation                    | J | V | N | D | Pm  | Pe  | Diff | Pts |
| ---- | ------------------------- | - | - | - | - | --- | --- | ---- | --- |
| 1    | Australie (T)             | 3 | 3 | 0 | 0 | 110 | 34  | +76  | 6   |
| 2    | Nouvelle-Zélande          | 3 | 2 | 0 | 1 | 120 | 56  | +64  | 4   |
| 3    | Angleterre                | 3 | 1 | 0 | 2 | 60  | 68  | -8   | 2   |
| 4    | Papouasie-Nouvelle-Guinée | 3 | 0 | 0 | 3 | 22  | 152 | -130 | 0   |

|  | Qualifié pour la finale (#1 et #2). |
|  | Pts, points; J, matchs joués; V, victoires ; N, match nuls ; D, défaites ; PP, points pour ; PC, points contre ; Diff, différence de points; T, tenant du titre. |

### Finale
(mt : -)
Homme du match :  Jeremy Smith
Points marqués :
- Nouvelle-Zélande : 3 essais de Kenny-Dowall (36e), Nightingale (71e) et Fien (79e) ; 2 buts de Marshall (2).
- Australie : 2 essais de Tate (4e), Slater (59e) ; 2 buts de Smith (2).

Évolution du score : 
Arbitre :  Tony Archer
Spectateurs : 36 299
Composition des équipes :
- Nouvelle-Zélande : Lance Hohaia - Jason Nightingale, Shaun Kenny-Dowall, Simon Mannering, Sam Perrett - Benji Marshall (c), Nathan Fien - Adam Blair, Thomas Leuluai, Sam McKendry, Bronson Harrison, Ben Matulino, Jeremy Smith - Greg Eastwood, Issac Luke, Frank-Paul Nuuausala, Sika Manu - Entraîneur : Stephen Kearney
- Australie : Billy Slater - Brett Morris, Brent Tate, Willie Tonga, Lote Tuqiri - Darren Lockyer (c), Cooper Cronk - Matthew Scott, Cameron Smith, David Shillington, Luke Lewis, Sam Thaiday, Paul Gallen - Tom Learoyd-Lahrs, Greg Bird, Kurt Gidley, Nate Myles - Entraîneur : Tim Sheens

## Matchs de préparation
| Le 25 septembre 2010 | Lloyd Robson Oval, Port Moresby | Papouasie-Nouvelle-Guinée | 18-30 | Prime Minister's XIII     |
| Le 3 octobre 2010    | Recreation Ground, Whitehaven   | Cumbrie                   | 18-18 | Angleterre                |
| Le 16 octobre 2010   | North Ipswich Reserve, Ipswich  | Ipswich Centennial XIII   | 26-50 | Papouasie-Nouvelle-Guinée |
| Le 16 octobre 2010   | Mount Smart Stadium, Auckland   | Nouvelle-Zélande Maori    | 18-18 | Angleterre                |
| Le 16 octobre 2010   | Mount Smart Stadium, Auckland   | Nouvelle-Zélande          | 50-6  | Samoa                     |